# Virginijus Baltušnikas
Virginijus Baltušnikas (* 22. Oktober 1968 in Panevėžys) ist ein ehemaliger sowjetischer und litauischer Fußballspieler, der für Žalgiris Vilnius in der litauischen A Lyga und für Lokomotive Nischni Nowgorod in der russischen Premjer-Liga gespielt hat.

## Karriere
Baltušnikas stand die ersten zehn Jahre seiner Karriere bei Žalgiris Vilnius unter Vertrag und konnte in dieser Zeit 39 Spiele bestreiten, wobei er 1990 die Baltic League gewann. Da er sich jedoch zu keinem Zeitpunkt einen Stammplatz erarbeiten konnte, wurde er zweimal ausgeliehen, zu Pakhtakor Tashkent und zu seiner einzigen Station in Deutschland, dem 1. FC Magdeburg. In Magdeburg sollte er helfen, die Qualifikation für die neue Regionalliga  schaffen. Nach der verpassten Qualifikation des FCM ging er zurück nach Vilnius, von wo er 1996 für zwei Jahre zu Lokomotive Nischni Nowgorod wechselte. Trotz 41 Einsätzen in zwei Spielzeiten wechselte er erneut zurück nach Litauen, wo er nach den Stationen Žalgiris Vilnius und Ekranas Panevėžys seine Laufbahn beendete.
Baltušnikas spielte in 42 Einsätzen für die Litauische Fußballnationalmannschaft und erzielte dabei neun Tore.